# Jan (Ternowecki)
Jan, imię świeckie Mykoła Wasylowycz Ternowecki (ur. 26 lipca 1954 r. w Karapczowie-Wały) – biskup Ukraińskiego Kościoła Prawosławnego.

## Życiorys
Urodził się w rodzinie chłopskiej. W 1971 r. ukończył szkołę średnią, zaś w latach 1973-1975 odbywał służbę wojskową. 3 lutego 1979 r. został wyświęcony na diakona przez arcybiskupa charkowskiego i bohoduchowskiego Nikodema, jako duchowny żonaty. Ten sam hierarcha dzień później udzielił mu święceń kapłańskich. Od lutego 1979 r. do września 1980 r. był proboszczem parafii Narodzenia Matki Bożej w Hubarowce, następnie od 1980 r. do października 1982 r. pełnił analogiczną funkcję w cerkwi Świętych Piotra i Pawła w Petropawłowce. Od października 1982 r. służył w katedralnym soborze Zwiastowania w Charkowie. Już jako kapłan ukończył seminarium duchowne w Moskwie (w 1986 r.), a następnie Moskiewską Akademię Duchowną (w 1991 r.). W 1988 r. otrzymał godność protojereja. Brał udział w jubileuszowym Soborze Lokalnym Rosyjskiego Kościoła Prawosławnego w 1988 r.
W 1992 r. został dziekanem VII dekanatu eparchii charkowskiej. W listopadzie 1993 r. otrzymał stanowisko asystenta inspektora oraz wykładowcy szkoły duchownej w Charkowie. W 1995 r. został proboszczem parafii św. Pantelejmona w Charkowie, a następnie również sekretarzem eparchii charkowskiej oraz przełożonym dziekanów. 
W 2017 r. po ciężkiej chorobie zmarła jego żona.
26 stycznia 2019 r. w cerkwi św. Jana Teologa przy rezydencji biskupiej w Charkowie został postrzyżony na mnicha, przyjmując imię zakonne Jan na cześć św. Jana Teologa. W tym samym roku otrzymał godność archimandryty.
23 listopada 2022 r. Święty Synod Ukraińskiego Kościoła Prawosławnego nominował go na ordynariusza eparchii iziumskiej. Jego chirotonia biskupia odbyła się 27 listopada 2022 r. w cerkwi refektarzowej Ławry Peczerskiej, pod przewodnictwem metropolity kijowskiego i całej Ukrainy Onufrego.